# Nulled
Nulled était un forum de discussion en ligne comptant des centaines de milliers de membres,, principalement utilisé par les cybercriminels pour échanger et acheter des informations divulguées ou piratées,.
Le forum est notamment connu pour sa violation de données de 2016 qui a aidé les forces de l'ordre à obtenir des informations sur des potentiels « suspects ».

## Piratage de 2016
Le 16 mai 2016, Nulled est piraté et sa base de données fuite. Les données contient 9,45 GB d'informations personnelles sur ses utilisateurs,. La fuite comprend un fichier de base de données MYSQL complet avec toutes les données du site Web. Cette fuite touche 536 064 comptes d'utilisateurs, leurs adresses e-mail PayPal,, ainsi que des mots de passe piratés, 800 593 messages personnels d'utilisateurs, 5 582 enregistrements d'achat et 12 600 factures. La violation de données a également exposé des adresses électroniques hébergées sur des domaines gouvernementaux,.
L'identité de l'équipe qui a supprimé la base de données de Nulled n'est pas connue, mais il est possible que des pirates informatiques aidés par des Etats - notamment la République tchèque soient impliqués. Un autre article associe un groupe de hackeurs roumain appelé « Smurfs.gg » à cette violation.

## Vulnérabilités
Les chercheurs en sécurité ont identifié que le forum utilisait des logiciels et des plugins présentant des vulnérabilités critiques.

## Comptes piratés
Le site Web est également célèbre pour héberger la vente de comptes Fortnite, Spotify, Netflix ou même Canal+ obtenus illégalement.